# Seznam obchodních center v Hradci Králové
Toto je seznam obchodních center v Hradci Králové.
| Název                     | Otevřen            | Rozloha [m2] | Obchodů | Adresa                                        | Souřadnice                       | Web |
| ------------------------- | ------------------ | ------------ | ------- | --------------------------------------------- | -------------------------------- | --- |
| OC Futurum Hradec Králové | 22. listopadu 2000 | 35 000       | 110     | Brněnská 1825/23a 500 09 Hradec Králové       | 50°11′49″ s. š., 15°50′56″ v. d. | Web |
| Aupark                    | 11. listopadu 2016 | 20 900       | 120     | Gočárova třída 1754/48a 500 02 Hradec Králové | 50°12′44″ s. š., 15°48′44″ v. d. | Web |
| OC Atrium                 | 12. listopadu 2009 | 7 370        | 45      | Dukelská třída 1713/7 500 02 Hradec Králové   | 50°12′47″ s. š., 15°49′8″ v. d.  | Web |
| Orlice park shopping      | 13. března 2002    | 21 800 *     | 36      | Víta Nejedlého 1063 500 03 Hradec Králové     | 50°12′43″ s. š., 15°51′10″ v. d. | Web |

* Rozloha včetně sousedního hobby marketu BauMax.

## Ostatní
- Hypermarket Albert (dříve Hypernova), Kutnohorská 226, 500 04 Hradec Králové
- Hypermarket Tesco, Rašínova třída 1669, 500 02 Hradec Králové
- Obchodní dům Tesco (budova býv. OD Prior, sousedí s OC Atrium), nám. 28. října 1610, 501 51 Hradec Králové

## Bývalé
- Obchodní dům Don
- Obchodní dům Prior (dnes OD Tesco)